# Орехов (Волгоградская область)
Орехов — хутор в Клетском районе Волгоградской области России. Входит в состав Перекопского сельского поселения. Население 150 чел. (2010) .

## История
В соответствии с Законом Волгоградской области от 14 февраля 2005 года № 1003-ОД «Об установлении границ и наделении статусом Клетского района и муниципальных образований в его составе», хутор вошёл в состав образованного Перекопского сельского поселения.

## География
Расположен в северо-западной части региона, в степи, в пределах Донской гряды, являющейся частью Восточно-Европейской равнине.
Уличная сеть состоит из трёх географических объектов: ул. Донская, ул. Кленовая и ул. Степная.
Абсолютная высота 142 метра над уровнем моря.

## Население
| 2010 |
| ---- |
| 150  |

Гендерный состав
По данным Всероссийской переписи населения 2010 года в гендерной структуре населения из 150 человек мужчин — 78, женщин — 72 (52,0 и 48,0 % соответственно).
Национальный состав
Согласно результатам переписи 2002 года, в национальной структуре населения
русские составляли 64 %, чеченцы 26 % от общей численности населения в 191 чел..

## Инфраструктура
Развитое сельское хозяйство. Личное подсобное хозяйство.

## Транспорт
Просёлочные дороги.